# Сятракасы (Лапсарское сельское поселение)
Сятракасы (чув. Ҫатракасси) — деревня в Чебоксарском районе Чувашской Республики. Входит в Лапсарское сельское поселение (до 1927 — в Чебоксарскую волость Чебоксарского уезда Казанской губ.).

## География
Деревня расположена в 4 км к югу от центра города Чебоксары, рядом с Федера́льной автомоби́льной доро́гой М-7 «Во́лга». Две основные части селения (ул. Школьная, Овражная и Восточная) расположены по сторонам длинного раздвоенного оврага. С конца 1990-х название «Сятракасы» применяется и к новому коттеджному посёлку, который начал строиться как посёлок «Солнечный» в 1,5 км юго-восточнее старой деревни. Их разделяет производственная зона с предприятиями, автобазой, объектами придорожной инфраструктуры и панельными жилыми домами для рабочих.

## Инфраструктура
В деревне пятнадцать улиц (с учётом её новой части). Имеется восьмилетняя школа, основанная в 1912 году (Сятра-Лапсарская 8-летняя школа, ныне Муниципальное бюджетное общеобразовательное учреждение «Сятра-Лапсарская основная общеобразовательная школа»). Сохранилось историческое деревянное здание. В одном из его помещений располагается школьный краеведческий музей, основанный в 1970-х бывшим директором школы Н. И. Ивановым (официально открыт в 1987). Основное здание школы с классами, учительской, кабинетом директора, спортзалом введено в действие во второй половине 1960-х.
В 1950—1980-х школа представляла собой комплекс с тремя учебными зданиями, пристроенной котельной, гаражом (сараем), спортивной площадкой, бревенчатыми и щитовыми домами для учительских квартир и небольшой учительской баней, Имелся обширный огороженный участок с плодовым садом, огородом и теплицами. В конце 1950-х была организована школьная птицефабрика, содержались кролики для школьного питания. До середины 1960-х работал летний лагерь для школьников. В 1960-х на школьной территории была пробурена скважина и пущена в ход водоразборная колонка, в 1970-х — водонапорная башня для снабжения жителей селения. До этого воду доставали из 2 глубоких колодцев на ул. Школьной, также пользовались родником в овраге.
После строительства в конце 1970-х новой средней школы в посёлке Новые Лапсары значение Сятракасинской школы уменьшилось, но школа продолжает функционировать, гл. образом для местных детей.
До 1970-х деревня была административным центром Сятра-Лапсарского сельского совета. Сельсовет, фельдшерско-акушерский пункт и почтовое отделение размещались в одном бревенчатом здании.
До 1970-х на центральной улице действовал сельский клуб — одноэтажное деревянное здание с кинобудкой, простейшим экраном и библиотечным уголком.
Вместо старой деревянной «лавки», находившейся на центральной улице, в 1970-х построен новый магазин. Близ деревни (0,5 км к северу) до начала 1970-х сохранялась недействующая ветряная мельница.

## Население
| 2010 | 2012 |
| ---- | ---- |
| 960  | ↘911 |